# Anders Bording

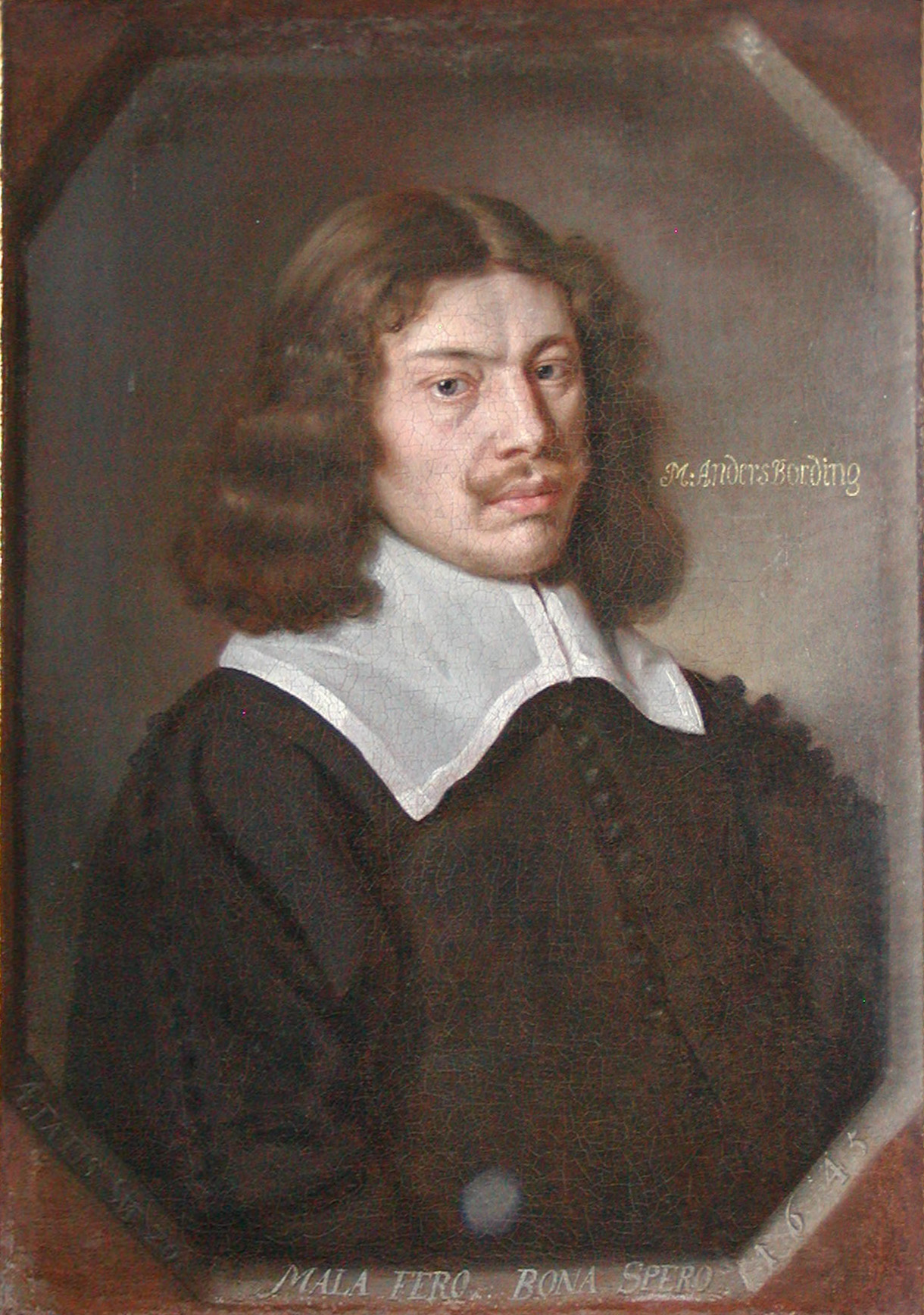
Anders Bording, geschilderd in 1645 door Karel van Mander

Anders Christensen Bording (Ribe, 21 januari 1619 – 24 mei 1677) was een Deense hoogleraar en dichter. 
Bording werd geboren als zoon van Christen Lauridsen Bording, die als medicus was verbonden aan het bisdom van Ribe. Hij studeerde vanaf 1637 in Kopenhagen.

Aan de school van Ribe werd Bording lector in de theologie. Hij werd ook al snel bekend dankzij zijn liederen en gedichten. In 1666 verhuisde Bording weer naar Kopenhagen, waar koning Frederik III hem de verantwoordelijkheid gaf voor de uitgave van het eerste Deense politieke nieuwsblad Den Danske Mercurius, dat van 1666 tot 1677 elke maand werd uitgegeven en geheel op rijm verscheen. 
- Bibliothèque nationale de France: cb12689406g (data)
- Gemeinsame Normdatei: 122406532
- International Standard Name Identifier: 0000 0000 5185 6491
- Library of Congress Control Number: n85040099
- Nederlandse Thesaurus van Auteursnamen: 070412642
- LIBRIS: 283603
- Virtual International Authority File: 64127869